# Charles Upham Shepard

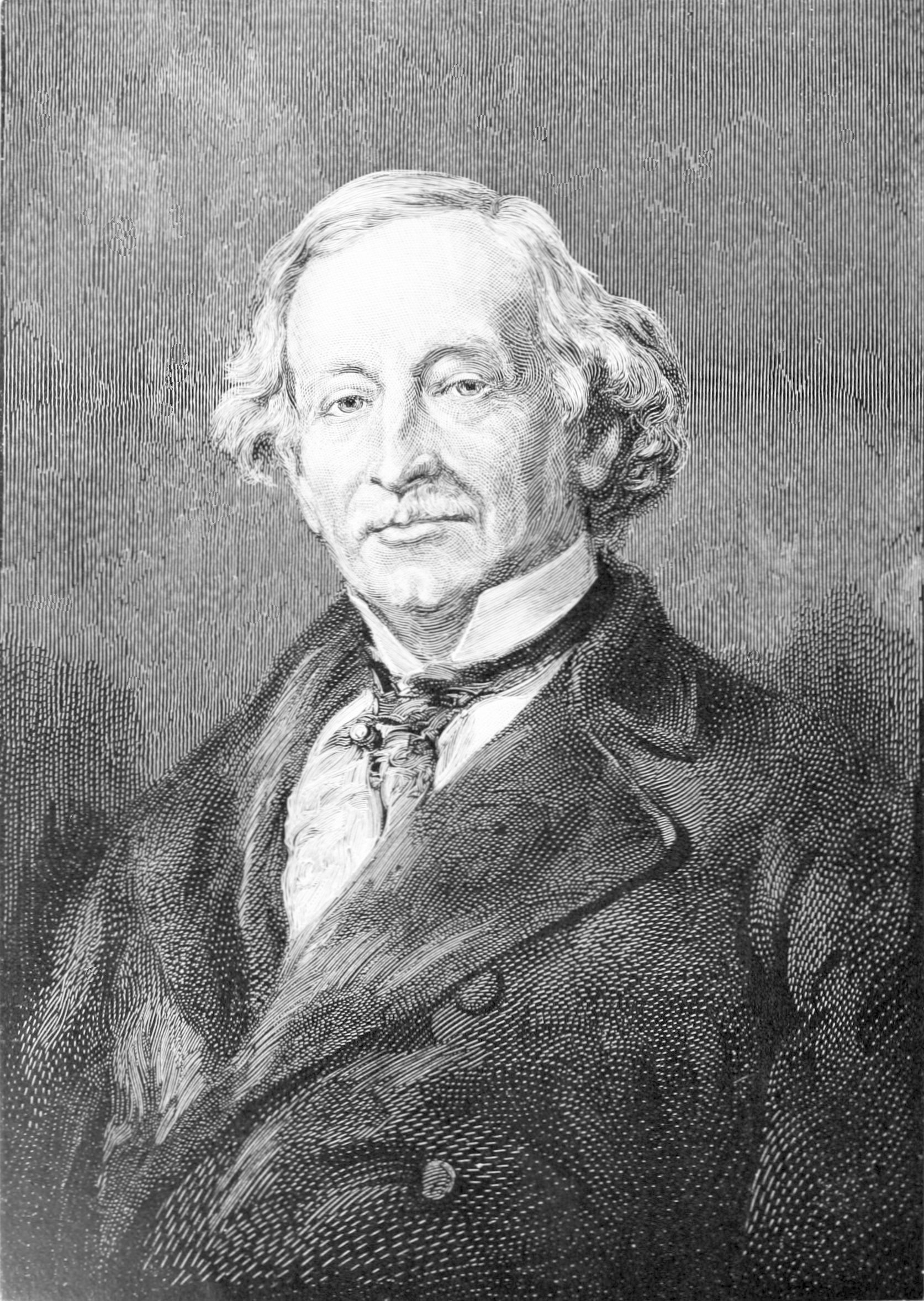
Charles Upham Shepard

Charles Upham Shepard (* 29. Juni 1804 in Little Compton, Newport County, Rhode Island; † 1. Mai 1886 in Charleston, South Carolina) war ein US-amerikanischer Mineraloge.

## Leben und Wirken
Charles Upham Shepard wurde 1804 als Sohn des Gemeindepfarrers Moses Shepard und seiner Frau Deborah Haskins geboren. Sein Studium begann er 1820 zunächst an der Brown University, wechselte aber nach einem Jahr an das Amherst College, wo er 1824 auch seinen Abschluss erhielt und ab 1845 als ordentlicher Professor der Chemie und Naturgeschichte bis zu seiner Emeritierung 1877 wirkte. Zu seinen wichtigsten Entdeckungen gehörten Phosphat-Lagerstätten von großem wirtschaftlichem Wert in South Carolina.
Shepard war ein begeisterter Sammler vor allem von Mineralen, aber auch von Meteoriten, Fossilien, Muscheln und Pflanzen. Seine umfangreichen Sammlungen, die allein 25.000 Mineralstufen umfasste und angeblich in Größe und Wert selbst die öffentlichen Sammlungen in London, Paris und Wien übertrafen, waren im Amherst College untergebracht. Ein Großbrand im Jahre 1881/82 zerstörte allerdings einen Großteil der Sammlung. Shepart bemühte sich, die Sammlung nach dem Brand wieder aufzubauen, was ihm bis zu seinem Tod 1886 jedoch nur teilweise gelang. Shepards Sohn, Charles Upham Shepard, Jr. (1842–1915) stiftete Amherst die väterliche Mineralsammlung und fügte noch 170 Meteoriten hinzu.
Shepard beschrieb zahlreiche neue Minerale, so unter anderem Danburit und Oxammit. Von den insgesamt 140 veröffentlichten Beschreibungen gelten allerdings nur noch etwa ein Dutzend als eigenständige Minerale, da viele bei späteren Untersuchungen entweder als Mineralgemenge oder als zuvor schon bekanntes Mineral identifiziert wurden wie unter anderem Beresofit bzw. Beresowit als Krokoit, Ferrocolumbit als Tantalit, Lederit als Titanit und Partschit als Schreibersit.

## Werke
- 1837: Report on the Geological Survey of Connecticut
- 1856: Treatise on Mineralogy

## Ehrungen
Shepard war Mitglied der American Academy of Arts and Sciences in Cambridge (Massachusetts) (1849), der Russischen Akademie der Wissenschaften in St. Petersburg und der Österreichischen Akademie der Wissenschaften in Wien sowie ab 1862 korrespondierendes Mitglied der Königlichen Gesellschaft der Wissenschaften zu Göttingen.
Mehrmals sollte Shepard zudem durch Mineralbenennungen geehrt werden. Ein als Shepardit bezeichnetes Mineral von Rose stellte sich allerdings bei späteren Untersuchungen als identisch mit Enstatit heraus, ein weiteres von Haidinger beschriebenes als Schreibersit und ein drittes von Brooke beschriebenes als Brucit.